# Radiochemie

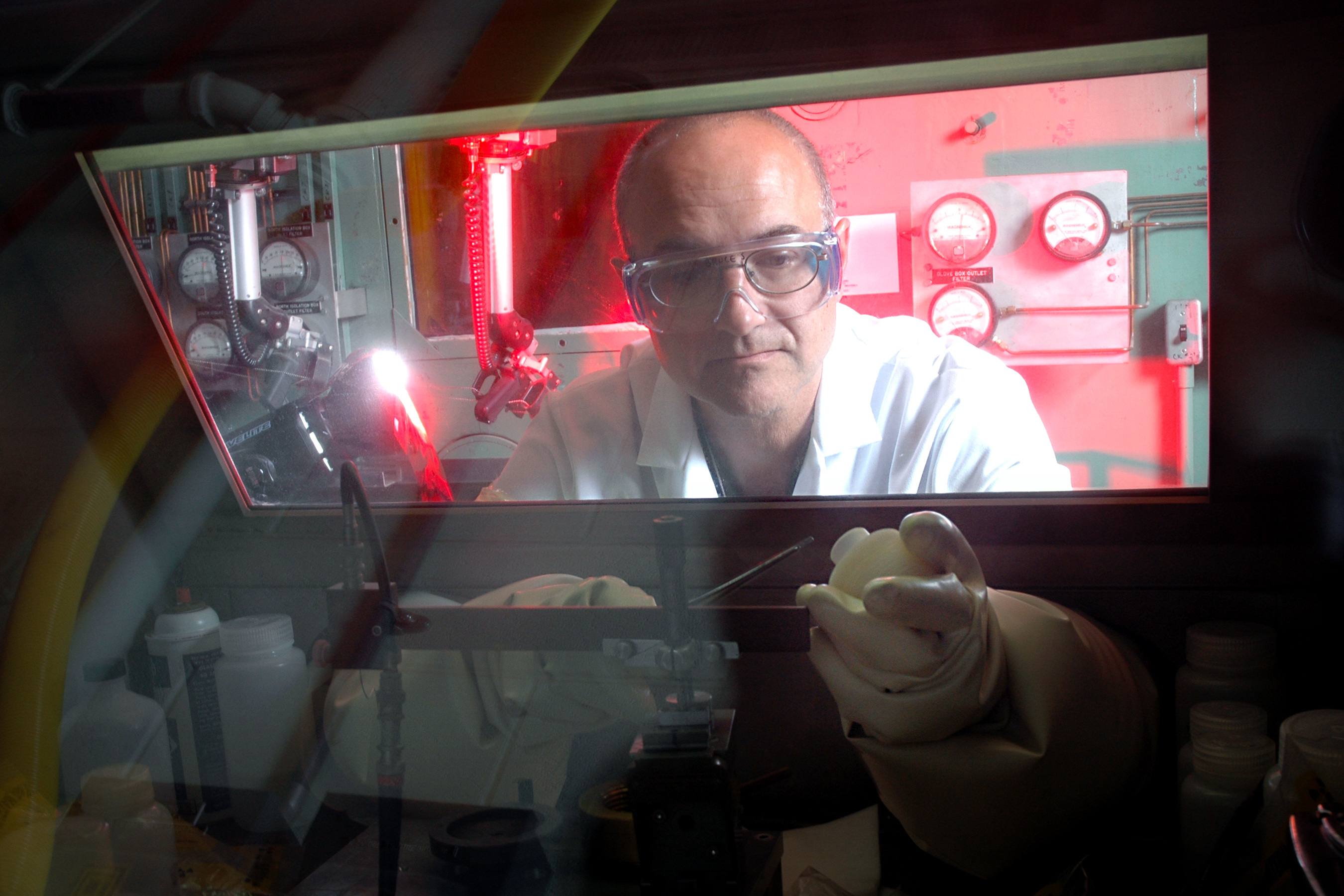
Radiochemische Arbeiten im Handschuhkasten

Die Radiochemie ist ein Teilgebiet der Chemie. Während es sich hierbei im weitesten Sinne um den Teil der Chemie handelt, der allgemein radioaktive Stoffe zum Gegenstand hat, wird unter Radiochemie oftmals lediglich der Teil der Kernchemie verstanden, der chemische und physikalisch-chemische Methoden zur Herstellung, Darstellung (Trennung) und Anwendung radioaktiver Nuklide benutzt, etwa zur Aufbereitung von Kernbrennstoff oder bei Tracerverfahren in Biologie und Medizin.
Beispiele für die Arbeitsweise der Radiochemie finden sich im Artikel Entdeckung der Kernspaltung.
Überschreitet die Aktivität etwa 100 GBq, so ist im Jargon auch von „heißer Chemie“ die Rede.

## Anwendungen

### Indikatormethode oder Tracermethode
Hierbei ersetzt man in einer chemischen Verbindung ein bestimmtes Atom durch ein Radionuklid. Damit  ist es möglich, eine chemische Reaktion oder einen Transportvorgang zu verfolgen.
Beispiele:
- Über mit 131I markiertes Bleiiodid, dessen Aktivität bekannt ist, kann man in Wasser die Einstellung des Lösungsgleichgewichtes verfolgen und damit das Löslichkeitsprodukt ermitteln.
- Untersuchung von Mechanismen über mit 14C markierte Moleküle
- Untersuchung von Assimilationsvorgängen über 14CO2

### Radioaktive Altersbestimmung
Das radioaktive Zerfallsgesetz ermöglicht es, über die Einstellung eines bestimmten  Mengenverhältnisses von Ausgangs- und  Zerfallsprodukten die dafür nötige Zeit zu ermitteln. Eine bekannte Methode ist die Radiokohlenstoffdatierung. Des Weiteren lässt sich beispielsweise das Alter von geologischen Proben nach folgenden Methoden bestimmen:
- Rubidium-Strontium-Verfahren über 87Rb und 87Sr
- Uran-Blei-Verfahren über das Verhältnis von 206Pb aus 238U und 207Pb aus 235U
- Uran-Helium-Verfahren, wobei das aus 238U stammende Helium im Gestein ermittelt wird
- Kalium-Argon-Verfahren über das Verhältnis von 40K und das aus dem Kalium entstandene 40Ar

### Analysenmethoden
Der Einsatz von Radionukliden in der analytischen Chemie bedingt eine größere Nachweisempfindlichkeit. Man unterscheidet hierbei nach:
- Analyse aufgrund natürlicher Radioaktivität z. B. zur Bestimmung von Kalium in Mineralsalzen
- Verdünnungsanalyse: Hierbei wird einer Substanz mit einer unbekannten Menge von Molekülen eine bekannte Menge von Indikatormolekülen (gleiche Molekülart mit bekannter Aktivität) zugegeben und vollständig vermischt. Danach wird eine bestimmte Stoffmenge entnommen und die Aktivität der Mischung bestimmt. Hieraus kann man dann die unbekannte Menge berechnen. Eine Anwendung ist z. B. der Radioimmunassay (RIA) zur Spurenbestimmung von Antigenen, Hormonen und Arzneimitteln im Blutserum.
- Aktivierungsanalyse: Sie beruht darauf, dass die Aktivität eines durch eine Kernreaktion entstandenen Radionuklids bestimmt und damit die in der Probe vorhandene Menge des Radionuklids berechnet wird. Häufig erfolgt dabei die Aktivierung durch Neutronen in einem Kernreaktor oder mit einer speziellen Neutronenquelle.

### Diagnostik in der Medizin
Hierbei wird die Eigenschaft ausgenutzt, dass bestimmte Organe und Tumoren Radionuklide unterschiedlich aufnehmen. Durch Bestimmung der emittierten Gamma-Quanten wird dann ein Farbszintigramm des Organs erstellt. Mit den entsprechenden Verfahren beschäftigt sich die Nuklearmedizin.

### Fachartikel
- Hans Götte, Gerhard Kloss: Nuklearmedizin und Radiochemie. In: Angewandte Chemie. Band 85, Nr. 18, September 1973, S. 793–802, doi:10.1002/ange.19730851803.

### Referenzwerke
- Manson Benedict, Thomas H. Pigford, Hans Wolfgang Levi: Nuclear Chemical Engineering (= McGraw-Hill Series in Nuclear Engineering). 2. Auflage. McGraw-Hill, New York 1981, ISBN 978-0-07-004531-6 (englisch, archive.org).
- Attila Vértes, Sándor Nagy, Zoltán Klencsár, Rezső G. Lovas, Frank Rösch (Hrsg.): Handbook of Nuclear Chemistry. Springer US, Boston, MA 2011, ISBN 978-1-4419-0719-6, doi:10.1007/978-1-4419-0720-2 (englisch).
  - Referenzwerk: Umfang: 6 Bände mit über 3000 Seiten.
- Lester R. Morss, Norman M. Edelstein, Jean Fuger (Hrsg.): The Chemistry of the Actinide and Transactinide Elements. Springer Netherlands, Dordrecht 2011, ISBN 978-94-007-0210-3, doi:10.1007/978-94-007-0211-0 (englisch). Umfang: 6 Bände.
- Jens Volker Kratz: Nuclear and Radiochemistry. 4. Auflage. Wiley-VCH, Weinheim 2022, ISBN 978-3-527-34905-0 (englisch). Standardwerk aus Deutschland ins Englische übertragen, basierend auf dem 1969 gegründeten Werk von Karl Heinrich Lieser als Teil der ehemaligen Serie "Kernchemie in Einzeldarstellungen" im Verlag Chemie (Weinheim).
- Stephen T Liddle, David P Mills, Louise S Natrajan: The Lanthanides and Actinides: Synthesis, Reactivity, Properties and Applications. World Scientific, 2022, ISBN 978-1-80061-015-6, doi:10.1142/q0298 (englisch).

### Skripte
- Skriptum zur Vorlesung in Radiochemie (TU Wien / Atominstitut, 2006, Prof. Max Bichler, letzte Prüfung 3. Mai 2023)

### Ältere Werke und Klassiker
- S. Curie: Untersuchungen über die Radioaktiven Substanzen. Vieweg+Teubner Verlag, Wiesbaden 1904, ISBN 978-3-663-12784-0, doi:10.1007/978-3-663-13893-8.
- Arthur C. Wahl, Norman A. Bonner (Hrsg.): Radioactivity Applied to Chemistry. John Wiley & Sons Inc, New York 1951 (englisch, archive.org).
- Lieselott Herforth, Hartwig Koch: Radiophysikalisches und radiochemisches Grundpraktikum (= Franz Xaver Eder, Robert Rompe [Hrsg.]: Hochschulbücher für Physik. Band 31). 1.  Auflage. Deutscher Verlag der Wissenschaften, Berlin 1959 (uni-leipzig.de).
- Roland Lindner: Kern- und Radiochemie. 1961.
- Cornelius Keller, Bernard Heinrich (Hrsg.): Experimente zur Radiochemie (= Laborbücher Chemie). Diesterweg, Frankfurt am Main 1980, ISBN 978-3-425-05453-7.
- Cornelius Keller: Grundlagen der Radiochemie. 3. Auflage. Salle & Sauerländer, Frankfurt am Main 1993, ISBN 978-3-7935-5487-5.
- Cornelius Keller: The Chemistry of the Transuranium Elements. Verlag Chemie, Weinheim 1971, ISBN 3-527-25389-0.